# Copa América 1916
De Copa América 1916 (eigenlijk het Zuid-Amerikaans kampioenschap, want de naam Copa América werd pas na 1975 aan het toernooi gegeven) was de eerste editie van de Copa América. Het werd gehouden in Buenos Aires in Argentinië van 2 juli tot 17 juli 1916.
Er was geen kwalificatie voor het toernooi. De landen die meededen waren Argentinië, Brazilië, Chili en Uruguay.

## Deelnemende landen
| Land           | Aantal deelnames | Huidig aantal deelnames op rij | Vorige deelname |
| -------------- | ---------------- | ------------------------------ | --------------- |
| Argentinië (g) | 1ste             | 1                              | -               |
| Brazilië       | 1ste             | 1                              | -               |
| Chili          | 1ste             | 1                              | -               |
| Uruguay        | 1ste             | 1                              | -               |

- (g) = gastland

## Speelsteden
| Avellaneda                             | · Buenos Aires Avellaneda |
| Estadio Racing Club Capaciteit: 30.000 | · Buenos Aires Avellaneda |
|                                        | · Buenos Aires Avellaneda |
| Buenos Aires                           | · Buenos Aires Avellaneda |
| Estadio G.E.B.A. Capaciteit: 18.000    | · Buenos Aires Avellaneda |
|                                        | · Buenos Aires Avellaneda |

## Scheidsrechters
De organisatie nodigde in totaal 4 scheidsrechters uit voor 6 duels. Tussen haakjes staat het aantal gefloten duels tijdens de Copa América 1916.

## Eindstand
| Land       | Wed | Win | Gel | Ver | DV | DT | +/− | Pnt |
| ---------- | --- | --- | --- | --- | -- | -- | --- | --- |
| Uruguay    | 3   | 2   | 1   | 0   | 6  | 1  | 5   | 5   |
| Argentinië | 3   | 1   | 2   | 0   | 7  | 2  | 5   | 4   |
| Brazilië   | 3   | 0   | 2   | 1   | 3  | 4  | –1  | 2   |
| Chili      | 3   | 0   | 1   | 2   | 2  | 11 | –9  | 1   |

## Wedstrijden
Ieder land speelde één wedstrijd tegen alle andere landen.
De puntverdeling was als volgt:
- Twee punten voor winst
- Één punt voor gelijkspel
- Nul punten voor verlies

|                                |                                     |       |       |                                                            |
| 2 juli 1916 «onderlinge duels» | Uruguay                             | 4 – 0 | Chili | Estadio G.E.B.A., Buenos Aires Scheidsrechter: Hugo Gronda |
| 2 juli 1916 «onderlinge duels» | Piendibene 44', 75' Gradín 55', 70' |       |       | Estadio G.E.B.A., Buenos Aires Scheidsrechter: Hugo Gronda |

|                                |                                                                       |       |          |                                                              |
| 6 juli 1916 «onderlinge duels» | Argentinië                                                            | 6 – 1 | Chili    | Estadio G.E.B.A., Buenos Aires Scheidsrechter: Sidney Pullen |
| 6 juli 1916 «onderlinge duels» | Ohaco 2', 75' J.D. Brown 60' (pen.), 62' (pen.) Marcovecchio 67', 81' |       | Báez 44' | Estadio G.E.B.A., Buenos Aires Scheidsrechter: Sidney Pullen |

|                                |                 |       |             |                                                            |
| 8 juli 1916 «onderlinge duels» | Brazilië        | 1 – 1 | Chili       | Estadio G.E.B.A., Buenos Aires Scheidsrechter: León Peyrou |
| 8 juli 1916 «onderlinge duels» | Demósthenes 29' |       | Salazar 85' | Estadio G.E.B.A., Buenos Aires Scheidsrechter: León Peyrou |

|                                 |            |       |             |                                                             |
| 10 juli 1916 «onderlinge duels» | Argentinië | 1 – 1 | Brazilië    | Estadio G.E.B.A., Buenos Aires Scheidsrechter: Carlos Fanta |
| 10 juli 1916 «onderlinge duels» | Laguna 10' |       | Alencar 23' | Estadio G.E.B.A., Buenos Aires Scheidsrechter: Carlos Fanta |

|                                 |                        |       |                 |                                                             |
| 12 juli 1916 «onderlinge duels» | Uruguay                | 2 – 1 | Brazilië        | Estadio G.E.B.A., Buenos Aires Scheidsrechter: Carlos Fanta |
| 12 juli 1916 «onderlinge duels» | Gradín 58' Tognola 77' |       | Friedenreich 8' | Estadio G.E.B.A., Buenos Aires Scheidsrechter: Carlos Fanta |

|                                 |            |       |         |                                                              |
| 17 juli 1916 «onderlinge duels» | Argentinië | 0 – 0 | Uruguay | Estadio Racing Club, Avellaneda Scheidsrechter: Carlos Fanta |
| 17 juli 1916 «onderlinge duels» |            |       |         | Estadio Racing Club, Avellaneda Scheidsrechter: Carlos Fanta |

|                    |
| Vlag van Uruguay   |
| URUGUAY 1ste titel |

## Doelpuntenmakers
3 doelpunten
- Isabelino Gradín

2 doelpunten
- Juan Domingo Brown
- Alberto Marcovecchio

- Alberto Ohaco
- José Piendibene

1 doelpunt
- José Laguna
- Alencar
- Demósthenes

- Arthur Friedenreich
- Telésforo Báez

- Hernando Salazar
- José Tognola

## Copa America 1916 in beeld

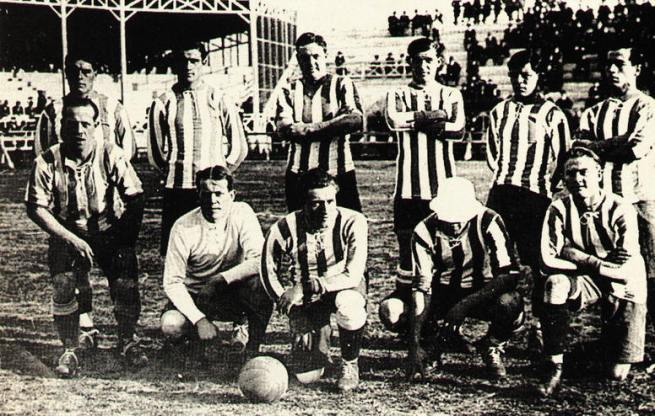
Argentinië
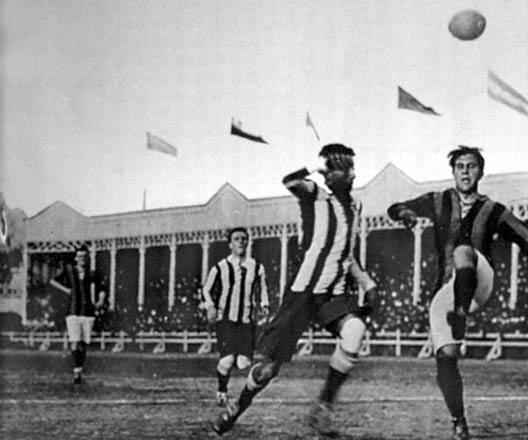
Bra-Arg

1916 · 
1917 · 
1919 · 
1920 · 
1921 · 
1922 · 
1923 · 
1924 · 
1925 · 
1926 · 
1927 · 
1929 · 
1935 · 
1937 · 
1939 · 
1941 · 
1942 · 
1945 · 
1946 · 
1947 · 
1949 · 
1953 · 
1955 · 
1956 · 
1957 · 
1959 · 
1959 · 
1963 · 
1967 · 
1975 · 
1979 · 
1983 · 
1987 · 
1989 · 
1991 · 
1993 · 
1995 · 
1997 · 
1999 · 
2001 · 
2004 · 
2007 · 
2011 · 
2015 · 
2016 ·
2019 ·
2021 ·
2024